# Batwing (DC Comics)
Pour les articles homonymes, voir Batwing.
Batwing est un personnage fictif de bandes dessinées publiées par DC Comics. Au sein de la continuité interne de DC Comics, Batwing est l'un des nombreux super-héros inspirés par le célèbre Batman. Batwing, en particulier, a été conçu par Batman pour lutter contre le crime hors des États-Unis. Il est « le Batman de l'Afrique ».
Le premier Batwing fut David Zavimbe, un policier congolais, créé par le scénariste Grant Morrison dans les pages de Batman Incorporated avant le début de sa propre série éponyme. À la suite d'événements se déroulant dans Batman Incorporated et Batwing, Zavimbe est remplacé par Luke Fox, un spécialiste en arts martiaux américain. Il est aussi le fils d'un proche collaborateur de Batman, Lucius Fox.
Batwing est confronté à toute une liste d'adversaires, allant des super-vilains internationaux aux forces de police corrompues de la République Démocratique du Congo. Batwing élargit l'Univers DC en prenant place en Afrique, faisant de David Zavimbe à la fois le premier « Batman noir » et l'un des rares personnages à avoir sa propre série à l'extérieur des États-Unis. Luke Fox devient par ailleurs le premier « Batman afro-américain ».

## Histoire éditoriale
Batwing est d'abord apparu dans Batman n°250, puis dans « Batman of Africa », dans Batman Incorporated n°5 (mai 2011), écrit par Grant Morrison. Il a été conçu par Chris Burnham mais a d'abord été dessiné par Yanick Paquette.
Batwing a, depuis, obtenu sa propre série mensuelle dans le cadre du redémarrage de l'univers DC en 2011, dessinée par Ben Oliver (en) et écrite par l'écrivain Judd Winick,,.
Selon les artistes de Batman Incorporated, Chris Burnham a dit à iFanboy qu'il a conçu le personnage en premier, tandis que Yanick Paquette a été le premier à le dessiner dans la série.
Justin Gray et Jimmy Palmiotti ont repris l'écriture de la série Batwing au numéro 19 (juin 2013) et introduisent un nouveau Batwing, Luke Fox, qui n'a aucun lien avec le précédent héros. Le nouveau Batwing n'est plus le « Batman de l'Afrique », ayant plus de liens avec Gotham City,.

## Biographie fictive

### David Zavimbe
David Zavimbe opère en tant que Batwing qui est un représentant de Batman Incorporated dans la ville de Tinasha, à l'intérieur de la République Démocratique du Congo.
Quand David Zavimbe était un jeune garçon à Tinasha, ses parents sont morts du VIH /SIDA très tôt dans sa vie. À la suite de leurs morts, David et son frère, Isaac, sont pris de leur orphelinat et sont entraînés comme enfant-soldat pour l'armée du Général Keita, connue sous le nom d'Armée de l'Aube.
Refusant de tuer des innocents, les deux frères finissent par se rebeller. Ne pouvant tolérer l'insubordination, le Général tue Isaac tandis que David réussit à s'enfuir. Cette même nuit, David se faufile dans la chambre de Keita, le drogue et le livre à ses ennemis.
Après la mort du Général Keita, David rejoint un orphelinat pour les anciens enfants soldats. Il a pu échapper à cette vie à un jeune âge et est rapidement devenu un agent de police de Tinasha, où, malgré la corruption rampante, il est resté fidèle à la loi et à la justice. Aux États-Unis, Bruce Wayne annonce la création de Batman Incorporated, une initiative visant à créer un héros comme Batman dans tous les pays à travers le monde. Peu de temps après, Batman se rend à Tinasha, où il introduit David en tant que nouveau membre de son équipe dans sa quête pour stopper les terroristes internationaux, Léviathan,.
Après plusieurs affrontements avec Leviathan et une tragédie, David finit par démissionner et à rendre le costume dans Batwing n°19. Il fut brièvement membre de la Justice League International (JLI) jusqu'à ce que la série prenne fin avec Justice League International Annual n°1 (août 2012).

### Luke Fox
Après le départ de David, Lucius Fox créé un nouveau costume de Batwing. Batman le donne alors au fils de Lucius, Lucas "Luke" Fox. Luke joue un rôle important dans Batman Eternal quand il aide Jim Corrigan à enquêter sur les récents événements de l'Asile d'Arkham, où la Fille du Joker utilise les esprits des détenus pour ressusciter ce qu'elle croit être le Joker dans le corps de Maxie Zeus. Dans Batgirl n°45, Luke Fox commence une relation amoureuse avec Barbara Gordon. Ils luttent ensemble contre la criminalité sous l'identité de Batwing et Batgirl,.

## Pouvoirs et capacités
Batwing a montré une grande connaissance dans les arts martiaux. Il est également équipé par Batman en une variété de gadgets et de technologie pour l'aider à lutter contre la criminalité et la corruption. Son costume est blindé et est capable de voler avec l'aide d'ailes. Il travaille comme agent de police, il a donc reçu une formation de base de la police.

## Publications

### Éditions reliées américaines
- Batwing Vol. 1 : The Lost Kingdom (Batwing n°1-6)
- Batwing Vol. 2 : In the Shadow of the Ancients (Batwing n°7-12 et n°0)
- Batwing Vol. 3 : Enemy of the State (Batwing n°13-18)
- Batwing Vol. 4 : Welcome to the Family (Batwing n°19-26)
- Batwing Vol. 5 : Into the Dark (Batwing n°27-34)

## Dans les autres médias

### Film
- La version de Luke Fox est apparue dans Batman: Mauvais Sang ; il est doublé par Gaius Charles[15] (VF : Jim Redler). Après avoir presque perdu son père, Lucius Fox, il utilise sa technologie pour devenir Batwing. Il apparaît également dans Justice League Dark: Apokolips War, situé dans le même univers.

### Télévision
- Batwoman (Depuis 2019-...) ; il est incarné par Camrus Johnson (VF : Martin Faliu) :

Recruté par Bruce Wayne il devient chef de la sécurité de Wayne Enterprises et aide Bruce dans son rôle de Batman pour sa croisade contre le crime jusqu'à sa disparition.
- Dans la saison 1, il accepte d'assister la cousine de Bruce, Kate Kane devenue Batwoman à combattre le crime.
- Dans la saison 2, il assiste à contrecœur la nouvelle Batwoman à la suite de la disparition de Kate. Il se fera tirer dessus par l'agent Russell Tavaroff et survivra grâce à la bat-team mais reste marqué psychologiquement. En fouillant la Batcave il découvre un costume crée par son père basé sur ses propres dessins. Finissant et enfilant le costume, Luke combat Tavaroff et sauve Mary d'une chute.
- Dans la saison 3, Luke continue d'aider Batwoman sur et en dehors du terrain en se faisant appeler Batwing mais subit encore le traumatisme à la suite de la balle qu'il a reçue.

### Jeux vidéo
- La version de Luke Fox est apparue dans le DC Universe Online.
- Un jeune Luke apparaît sur une photo dans le laboratoire de Lucius dans Batman : The Telltale Series.